# Papaver gorodkovii
Papaver gorodkovii är en vallmoväxtart som beskrevs av Tolmachev och Petrovskii. Papaver gorodkovii ingår i släktet vallmor, och familjen vallmoväxter. Inga underarter finns listade i Catalogue of Life.